# Boiga ranawanei
Boiga ranawanei — отруйна змія з роду бойга родини полозових (Colubridae). Описаний у 2005 році.

## Поширення
Ендемік Шрі-Ланки. Вважається, що вид досить поширений, хоча наразі змія відома лише в лісі Ганнорува та Моранканда в окрузі Канді (Центральна провінція). У районі лісу Ганнорува зразки були зібрані поблизу сіл Булавата та Варатанна. Вид був зареєстрований на висотах від 520 до 640 м над рівнем моря. Тварин збирали на ділянках природного лісу, на кавових плантаціях і в садах.

## Назва
Boiga ranawanei названа на честь ланкійського біолога доктора К. Б. Ранавани, який інтенсивно працював над різними аспектами екології дикого життя на Шрі-Ланці.

## Опис
Струнка бойга середнього розміру (SVL + LCD до 899 і 1105 мм у самців і самиць відповідно) зі стислим з боків тілом. Забарвлення спини та голови жовтувато-буре, складається з широких поперечних темно-коричневих смуг, які не з'єднуються на нижній стороні. Черево блідо-жовте, помітно світліше спинної поверхні, без відміток. Забарвлення хвоста відповідає забарвленню тіла, при цьому вентральна поверхня темніша черева. На бічних сторонах голови проходять дві горизонтальні чорні смуги через очі.